# Me equivoqué
«Me equivoqué» es el segundo sencillo promocionado del álbum de estudio de Mariana Seoane llamado Seré una niña buena. La canción llegó al tope de las listas en México y el álbum fue nominado al Latin Grammy como mejor álbum latino en el 2005.